# Шайхов Еркін Турдийович
Еркін Турдийович Шайхов (13 листопада 1927, місто Ташкент, тепер Узбекистан — 3 липня 2009, місто Ташкент, Узбекистан) — радянський узбецький діяч, голова Ташкентського облвиконкому, міністр сільського господарства Узбецької РСР, ректор Ташкентського сільськогосподарського інституту. Депутат Верховної ради Узбецької РСР. Депутат Верховної ради СРСР 7-го скликання. Професор, академік Академії наук Узбецької РСР.

## Життєпис
Народився в родині робітника. З 1942 року — модельник заводу, студент Ташкентського сільськогосподарського інституту.
Закінчив Ташкентський сільськогосподарський інститут.
Член ВКП(б) з 1947 року.
У 1948—1954 роках — завідувач відділу ЦК ЛКСМ Узбекистану; 1-й секретар Ташкентського обласного комітету ЛКСМ Узбекистану; інструктор ЦК КП Узбекистану.
У 1954 — березні 1962 року — секретар районного комітету КП Узбекистану; секретар Ташкентського обласного комітету КП Узбекистану.
У березні — 24 грудня 1962 року — голова виконавчого комітету Ташкентської обласної ради депутатів трудящих.
24 грудня 1962 — грудень 1964 року — голова виконавчого комітету Ташкентської сільської обласної ради депутатів трудящих.
У грудні 1964 — 24 лютого 1971 року — голова виконавчого комітету Ташкентської обласної ради депутатів трудящих.
4 лютого 1971 — 7 квітня 1975 року — міністр сільського господарства Узбецької РСР.
У 1975—1991 роках — ректор Ташкентського сільськогосподарського інституту (Ташкентського державного аграрного університету).
Був автором низки досліджень та наукових праць у галузі партійної, державної влади та економічного господарювання у сільському господарстві Узбекистану.
Помер 3 липня 2009 року в місті Ташкенті.

## Нагороди
- орден Леніна
- орден Жовтневої Революції
- два ордени Трудового Червоного Прапора
- орден Дружби народів
- орден Дружби (В'єтнам) (2006)
- медаль «За доблесну працю у Великій Вітчизняній війні 1941—1945 рр.»
- дві золоті медалі ВДНГ
- медалі